# Anhydrase carbonique
L'anhydrase carbonique est une enzyme qui transforme le CO2 en H2CO3 et inversement. Elle est présente chez les bactéries, les plantes et les animaux. La plupart des anhydrases carboniques sont des métalloprotéines qui contiennent un atome de zinc. C'est une des enzymes les plus rapides connues.
Équation : H2O + CO2  {\displaystyle \rightleftharpoons }  H2CO3  {\displaystyle \rightleftharpoons }  HCO3− + H+.

## Chez les vertébrés
Elle est notamment présente à la surface plasmique intracellulaire des globules rouges chez les vertébrés.
Dans les reins, elle sert à libérer les protons H+.
Dans les os compacts, l'anhydrase carbonique permet de maintenir les lacunes de Howship dans un milieu acide (pH=4,5) grâce à un apport en H+

## En médecine
Les inhibiteurs de l'anhydrase carbonique sont utilisés dans le traitement du glaucome ou dans l'insuffisance cardiaque.